# Коти (Сілезьке воєводство)
Коти (пол. Koty, нім. Kottenlust) — село в Польщі, у гміні Творуг Тарноґурського повіту Сілезького воєводства.
Населення — 852 особи (2011).
У 1975-1998 роках село належало до Катовицького воєводства.

## Демографія
Демографічна структура станом на 31 березня 2011 року:
|          | Загалом | Допрацездатний вік | Працездатний вік | Постпрацездатний вік |
| -------- | ------- | ------------------ | ---------------- | -------------------- |
| Чоловіки | 418     | 74                 | 300              | 44                   |
| Жінки    | 434     | 63                 | 264              | 107                  |
| Разом    | 852     | 137                | 564              | 151                  |